# Bob Wilber

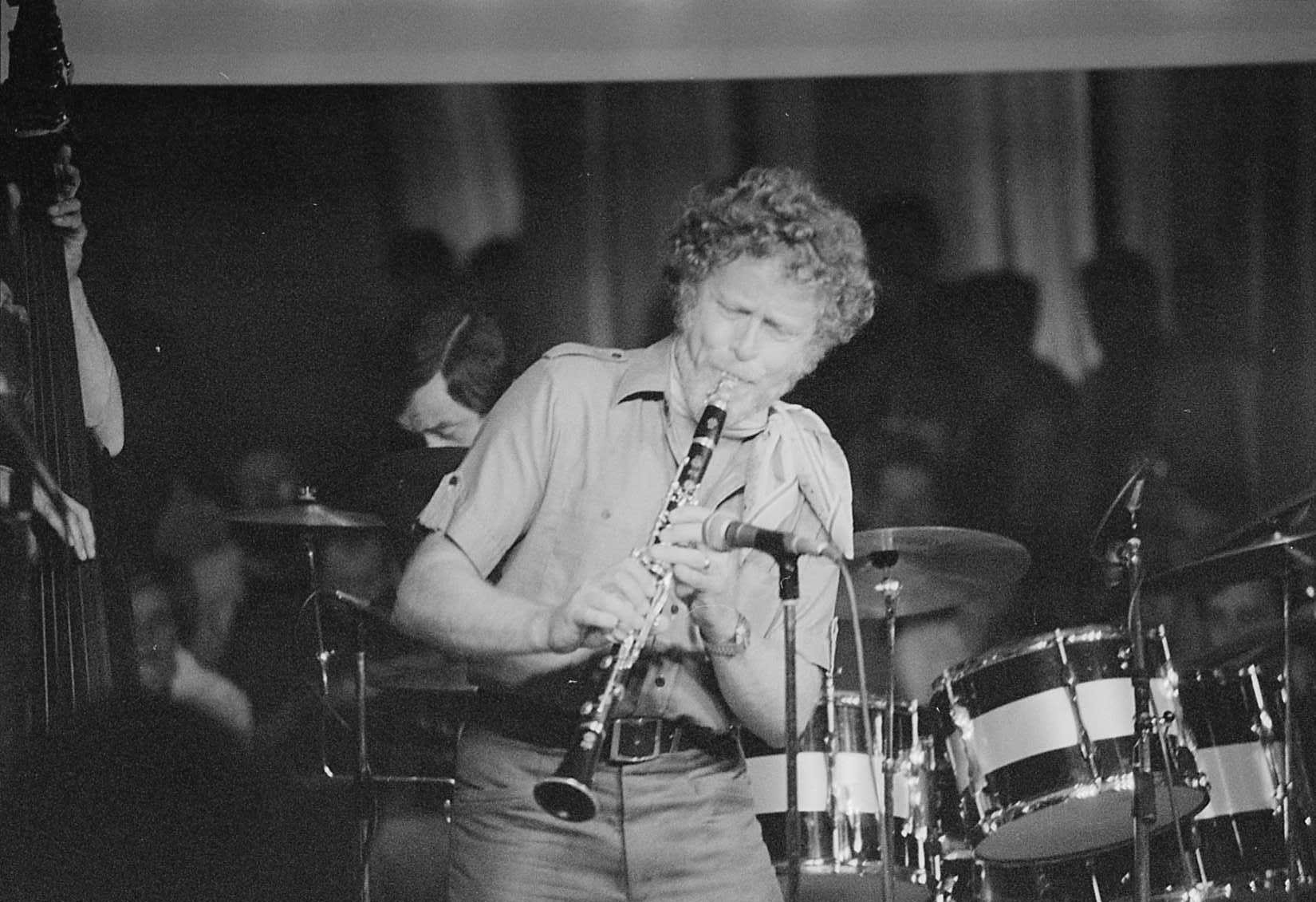
Bob Wilber

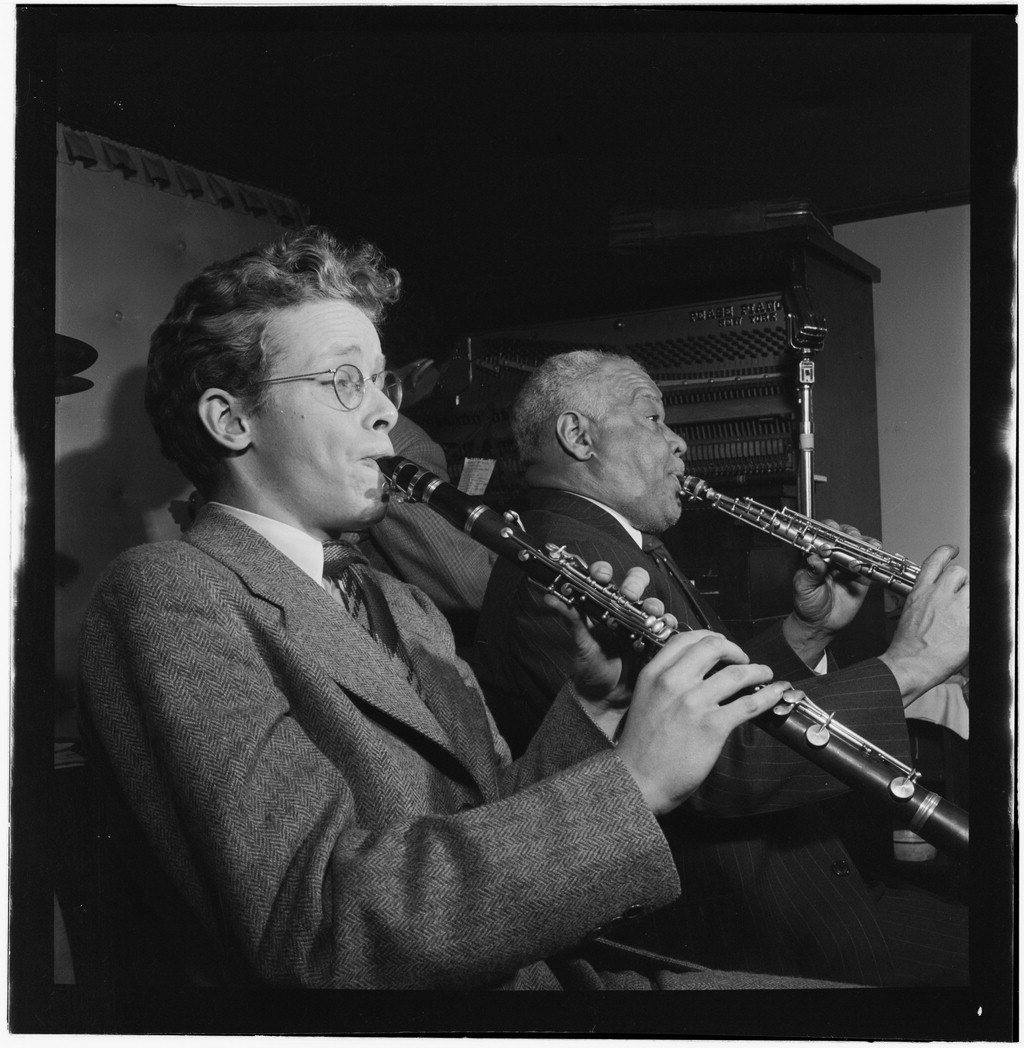
Bob Wilber mit Sidney Bechet, Jimmy Ryan’s (Club), New York, ca. Jan. 1947. Foto: William P. Gottlieb

Bob Wilber (* 15. März 1928 in New York; † 4. August 2019) war ein US-amerikanischer Jazz-Klarinettist und Saxophonist (Alt, Sopran, Tenor), Arrangeur und Komponist der in den letzten Jahrzehnten vor allem im Hot Jazz hervorgetreten ist.

## Leben und Wirken
Wilber bildete schon auf der High School eine Band „The Wildcats“ mit Dick Wellstood und Ed Hubble. Er studierte bei Sidney Bechet und trat 1948 auf dem Jazzfestival in Nizza auf, wonach er mit Mezz Mezzrow durch Frankreich tourte. Nach seiner Rückkehr leitete er zwei Jahre eine eigene Band im Savoy Club in Boston. Er studierte klassische Klarinette bei Leon Russianoff und war gleichzeitig Schüler der Cool-Jazz-Musiker Lennie Tristano und Lee Konitz. 1954 versuchte er mit seiner Band „The Six“ diese moderneren Einflüsse mit traditionellem Jazz zu verbinden. Ende der 1950er Jahre spielte er mit Eddie Condon (in dessen Clubs und auf England-Tournee), mit Bobby Hackett und dem Benny Goodman Orchester.
In den 1960er Jahren arbeitete er in New York u. a. mit Bud Freeman, Ruby Braff und Max Kaminsky. 1969 war er mit Yank Lawson und Bob Haggart Gründer der „Worlds Greatest Jazz Band“, in der auch Bud Freeman, Billy Butterfield und Ralph Sutton spielten. 1974 bildete er mit dem Saxophonisten und Klarinettisten Kenny Davern „Soprano Summit“, nachdem ihr Zusammenspiel auf Klarinette und Saxophon schon bei einer der Colorado Jazz Parties ein Erfolg war. 1975 war er im „New York Jazz Repertory Orchestra“ bei Carnegie Hall -Konzerten und auf einer Russland-Tournee. Ab 1981 widmete er sich mit seiner Sänger-Ehefrau Pug Horton dem Erbe seines Lehrers Sidney Bechet in der Band „The Bechet Legacy“. 1983 war er erster Leiter des „Smithsonian Jazz Repertory Ensemble“. Für die von ihm arrangierte Filmmusik (im Stil Duke Ellingtons) für Cotton Club (1984, Regie Francis Ford Coppola) wurde er 1986 mit einem Grammy ausgezeichnet. 1988 leitete er Big Bands zur 50-Jahr Feier von Benny Goodmans berühmtem Carnegie Hall Conzert (in der Carnegie Hall in New York und in London). 1988 erschien seine Autobiographie Music Was not Enough bei Oxford University Press.
1998 erhielt er einen Ehrendoktor des Hamilton College in Clinton in New York.

## Diskographische Hinweise
- Fletcher Henderson’s Unrecorded Arrangements for Benny Goodman (Arbors, 2000)